# لورين ويلكينسون
لورين ويلكينسون (بالإنجليزية: Lauren Wilkinson)‏ هي لاعبة هوكي الجليد بريطانية، ولدت في 3 يناير 1989.